# Insurrection au Jammu-et-Cachemire
L’insurrection au Jammu-et-Cachemire est un soulèvement armé ayant démarré au Jammu-et-Cachemire après les élections de 1987, en lien avec la présence de moudjahidines après le retrait soviétique d'Afghanistan. La présence d'Al-Qaïda dans le Cachemire indien reste discuté. En vingt ans, le conflit aurait fait plusieurs dizaines de milliers de morts.

## Historique du conflit

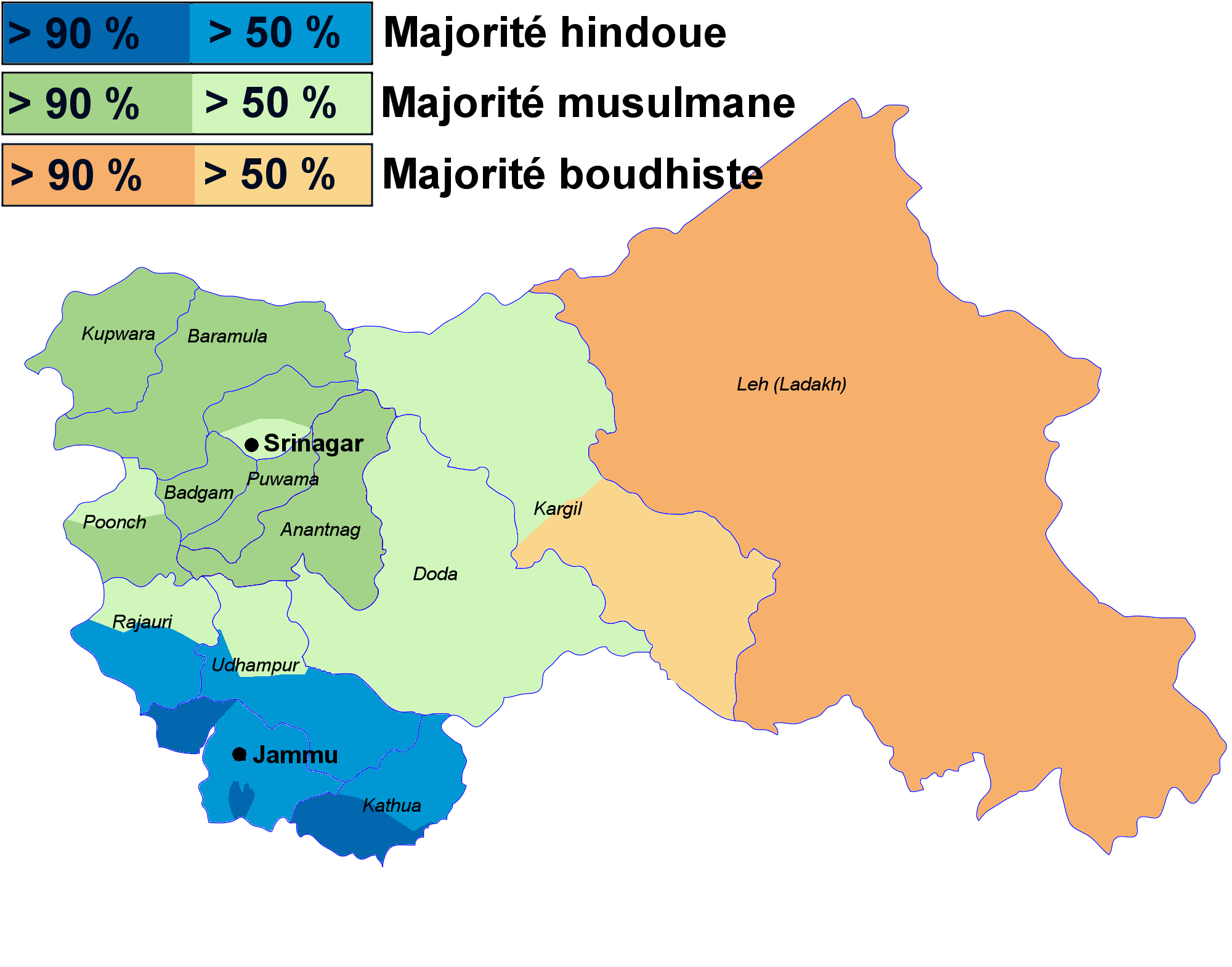
Religions au Cachemire indien.

À la suite de la partition de l'Inde en 1947, l'Inde et le Pakistan entrent en guerre concernant l'intégration du Cachemire, ce qui aboutit à la séparation de l'ancien État princier sous contrôle de l'Inde d'une part et du Pakistan d'autre part. Le Jammu-et-Cachemire, sous domination indienne, devient un État en 1950 avec une relative autonomie, avec pour effet d'apaiser les tensions internes, malgré quelques périodes sporadiques de violence.
L'insurrection débute à la suite des élections de 1987,. Elle trouve son origine à la suite du retrait soviétique d'Afghanistan : des Moudjahidines soutenus par le Pakistan se seraient infiltrés au Cachemire avec pour objectif de répandre l'idéologie islamiste.
L'Inter-Services Intelligence du Pakistan est accusé par l'Inde de soutenir et de former les moudjahidines pour se battre dans le Jammu-et-Cachemire,. Selon les chiffres officiels du gouvernement indien, il y aurait eu 3 400 cas de disparition, et le conflit a fait plus de 47 000 morts en juillet 2009. Cependant, le nombre de morts liés à l'insurrection a fortement chuté en raison du début d'un lent processus de paix entre l'Inde et Pakistan.
Il est par ailleurs difficile de savoir si Al-Qaïda dispose d'une présence au Cachemire. Le secrétaire à la Défense des États-Unis, Donald Rumsfeld a affirmé que le groupe terroriste est actif dans la région. En 2002, le SAS traque en effet Oussama ben Laden à travers le Jammu-et-Cachemire. Al-Qaïda revendique avoir établi une base dans le Jammu-et-Cachemire. Toutefois, ces affirmations n'ont jamais été mises en évidence. L'armée indienne affirme quant à elle qu'il n'y aucune preuve de la présence d'Al-Qaïda au Cachemire. Selon Robert Gates, le groupe terroriste aurait en revanche établi des bases dans les zones du Cachemire administrées par le Pakistan, laissant entendre qu'il planifierait des attaques contre l'Inde. Par ailleurs, le 3 septembre 2014, Al-Qaïda annonce la création d'une branche dédiée au djihad en Inde.
À partir de 2000, l'insurrection baisse en intensité et prend plutôt la forme de manifestations. Certains groupes insurgés ont également choisi de déposer leurs armes et de chercher un règlement pacifique au conflit. De 29 000 à 100 000 civils auraient péri depuis le début de l'insurrection,.
Les populations n'acceptant pas la domination indienne sont concentrées dans la partie occidentale du Cachemire indien, la plus densément peuplée (vallée de Srinagar) formant la majeure partie de la population de l'État.
Le 5 août 2019, le gouvernement indien de Narendra Modi, appliquant une promesse de campagne des nationalistes hindous, annonce la publication d'un décret présidentiel supprimant l’État fédéré en le rétrogradant au statut de territoire de l'Union, le plaçant ainsi sous administration directe du pouvoir fédéral. Ce territoire étant amputé du Ladakh, région à majorité bouddhiste, ne comporte plus que les plaines à majorité hindoue de Jammu au sud et la vallée de Srinagar à majorité musulmane dans le nord. Plusieurs hauts responsables politiques de la région, dont la ministre en chef de l'État Mehbooba Mufti, ont été placés en résidence surveillée et les habitants subissent des restrictions de circulation et des coupures de téléphone et d'internet, officiellement pour lutter contre les rebelles séparatistes. La plupart des responsables politiques locaux sont incarcérés, et les journalistes refoulés hors de la région. Fin octobre 2019, une délégation de 22 députés européens, pour la plupart issus de l’extrême droite, est reçue par les autorités nationalistes indiennes, ce qui provoque des tensions et des affrontements entre policiers et manifestants.